# Aidt (plaats)
Aidt is een plaats in de Deense regio Midden-Jutland, gemeente Favrskov, en telt 232 inwoners (2007).

## Geboren
- Leon Andreasen (1983), voetballer